# Ori (Stargate)
De Ori zijn een groep energiewezens (ascended beings) in het Stargate-universum. Ze zijn geïntroduceerd in het negende seizoen van de televisieserie Stargate SG-1. De Ori waren eens van hetzelfde ras als de Ouden voordat de beide groepen opstegen. Er ontstond onenigheid tussen beide groepen omdat de Ori in religie geloofden en de Ouden in wetenschap. Ze scheidden van elkaar om een oorlog te vermijden.
Ondanks hun verschillen in mening en de scheiding miljoenen jaren geleden is de technologie van de Ori en de Ouden bijna gelijkwaardig aan elkaar. Alle moeite die de Ori in hun technologie steken zijn vooral bedoeld om nieuwe aanbidders te verwerven. Als individuen zich en masse aan de Ori onderwerpen, verkrijgen de Ori een significante hoeveelheid energie.

## Technologie

### Ori-jager
Zoals alle schepen van de Aarde, de Wraith korfschepen (hive ship) en Ha'tak-moederschepen hebben de Ori-gevechtskruisers een groot aantal kleine gevechtsschepen die Ori-fighters worden genoemd. Deze kleine aanvalsschepen worden uit een holte aan de onderkant van het moederschip gestuurd. Ze zijn uitgerust met krachtige Ori energie wapens die gelijkaardig zijn aan de wapens van het moederschip. Ze bezitten rugvleugels en zijn erg wendbaar. Ze lijken vaag op pijlpunten.
Deze scheepjes hebben Death Gliders en Al'kesh aangevallen. Ze zijn superieur qua technologie (wapens, schilden) aan de Death Gliders en de Al'kesh. Ze bezitten eveneens dezelfde schilden als een gewoon Ori moederschip.
De Ori gebruiken deze schepen ook wel voor verrassingsaanvallen. Hierbij worden er enkele schepen gestuurd met een klein aantal troepen en worden de troepen met een ring transporter aan de grond gebracht. Deze ring transporters zijn bevestigd aan de onderkant van de Fighters.

### Energiekanon (ruimte)
Dit is een heel erg sterke gevechtssatelliet die gecreëerd is door het RAND protectoraat op Tegalus om hun vijanden te verslaan. De ontwerpen werden door een Prior geleverd in ruil voor de bekering van de RAND tot Origin. Het wapen leidde tot een oorlog op Tegalus die vermoedelijk alle leven op de planeet heeft weggevaagd.
Dit wapen kon zonder enige moeite en zonder enig energieverlies de Asgard schilden van de Prometheus doordringen. De Tau'ri dachten dat de plannen onvolledig waren omdat de RAND met hun primitieve technologie niet direct het wapen konden opladen. Toen het SGC van de plannen van het wapen afwist stuurde het SGC de Prometheus om de satelliet te vernietigen maar de wapens van het schip konden niet door de schilden van de satelliet heen.
Sinds de vernietiging van de RAND en de bevolking van de gehele planeet moet de satelliet op offline hebben gestaan. Met het verdere lot van de satelliet heeft het SGC zich teruggetrokken.

### Ori Gevechtskruiser
De grote, ovale moederschepen van de Ori hebben in het midden een grote ring met daarin een transparante bol van licht. Deze bol is de energie van het schip en wordt geactiveerd als een Prior het schip bestuurt. Het schip heeft genoeg kracht om een Ha'tak moederschip met een schot van het hoofdkanon te vernietigen. Het schip is groter dan een Asgard gevechtskruiser en bezit naast het hoofdkanon nog enkele kleinere energiekanonnen. Een Ori gevechtskruiser is superieur aan welk ander schip dan ook in het melkwegstelsel.
De schilden van een Ori schip zijn capabel om de vuurwapens van elk ander schip te weerstaan en ze laten ook geen enkele vorm van transport toe tussen verschillende schepen als de schilden actief zijn. Het enige tot nu toe bekende wapen om de schilden van een Ori schip te vernietigen is de vortex die geproduceerd wordt door een "Supergate" en de Asgard straalwapens aan boord van de Odyssey die 2 schepen hebben vernietigd.

### Ori Controle Stoel
De Ori gevechtskruisers zijn bestuurd door een Prior die gebruikmaakt van een controle stoel. Ze zijn gelijkwaardig aan de Ouden controle stoelen. Deze stoelen kunnen enkel en alleen door een prior bestuurd worden, een persoon met het ATA gen kan de stoel niet besturen. Ook is er een uiterlijk kenmerk tussen beide soorten stoelen: de stoelen van de Ori zijn in de vorm van het symbool van Origin.

### Ori Staf Wapen
Het wapen lijkt een beetje op een Jaffa staf wapen. Het wapen produceert een wit-blauwe straal die een grotere kracht heeft dan een Jaffa staf wapen. Het wordt van energie geproduceerd door een kristal dat uitwisselbaar is met Ouden technologie.

### Ori Verdover
Dit is een wapen dat door alle Ori soldaten wordt gedragen rond de pols. Het moet meerdere keren vuren om een persoon te kunnen vermoorden in tegenstelling tot een Jaffa Zatnikel. Het wordt bestuurd door de handpalm samen te knijpen en zo produceert het een lichtblauwe flits die het doel verdoofd.

### Ori Ring Transporter
De transporter is van hetzelfde type als de transporters in de Melkweg. De enige verschillen tussen beide transporters zijn uiterlijk van aard. De transporters van de Ori bevatten 6 ringen i.p.v 5 ringen en ze zijn kleiner.

### Schilden
Er zijn 2 soorten schilden:
- Scheepsschilden:

Deze schilden zijn de sterkste schilden tot nu toe hoewel ze ook hun zwakheden hebben. Zo kunnen ze bijvoorbeeld er niet voor zorgen dat drones van de Ouden worden tegengehouden, het Dakara superwapen, de vortex van een "supergate", verschillende schoten van Asgard straalwapens en ze verzwakken na het afvuren van het hoofd wapen.
- Adria's halsketting:

Het weerstaat de straling van het superwapen op Dakara, projectielen, energie stoten van wapens maar het kan een sterke aanval van een Prior niet tegenhouden. Als de gebruiker het wenst kan ze het schild vergroten om anderen mee te beschermen. Volgens Adria zou het een stuk van thuiswereld Celestis bevatten.

### Stargate
Net zoals de Ouden bezitten de Ori stargates. Het aantal en het gebruik ervan zijn onbekend maar ze kunnen wel gebruikt worden om de stargates van de Melkweg te bereiken dus zou het ook logisch zijn als de stargates van het Pegasus stelsel er ook mee compatibel zijn.

### "Supergate"
De "supergate" is een toestel dat 30 à 40 keer groter is dan een gewone stargate. Dr. Samantha Carter gaf deze benaming aan de immense poort. De poort wordt vanuit het Ori thuisstelsel aangestuurd om zo gevechtskruisers erdoorheen te kunnen zenden. De supergate bestaat uit verschillende segmenten die een voor een door een stargate worden aangestuurd. Ze zijn even groot als een stargate en kunnen er exact doorheen. Vala Mal Doran heeft bewezen dat een nog niet volledig geconstrueerde supergate vernietigd kan worden door er een ander object tussen te plaatsen. Eén nadeel was wel dat ze naar het Ori stelsel werd gestuurd. Om een verbinding tussen 2 supergates te verkrijgen is er een singulariteit nodig. Zodra het wormgat gevormd is kan de supergate permanent open worden gehouden.